# Symbolophorus
El género Symbolophorus son peces marinos de la familia mictófidos, distribuidos por aguas templadas y tropicales de todos los océanos del planeta.

## Descripción
La longitud máxima descrita oscila entre los 8 cm de S. evermanni y los 16 cm de S. boops .

## Comportamiento
Son especies batipelágicas de aguas profundas, de comportamiento oceanódromo, realizan migraciones verticales diarias subiendo durante la noche.

## Especies
Existen ocho especies válidas en este género:
- Symbolophorus barnardi (Tåning, 1932) - Mictófido de Barnard.
- Symbolophorus boops (Richardson, 1845) - Mictófido de Bogue.
- Symbolophorus californiensis (Eigenmann & Eigenmann, 1889)
- Symbolophorus evermanni (Gilbert, 1905) - Pez linterna de Evermann.
- Symbolophorus kreffti Hulley, 1981
- Symbolophorus reversus Gago & Ricord, 2005
- Symbolophorus rufinus (Tåning, 1928)
- Symbolophorus veranyi (Moreau, 1888) - Linterna de grandes escamas.